# 憑祥市
憑祥市（ひょうしょう-し）は、中華人民共和国広西チワン族自治区崇左市に属する県級市。ベトナムのランソン省カオロック県ドンダン市鎮と国境を接する。人口は約12万人。

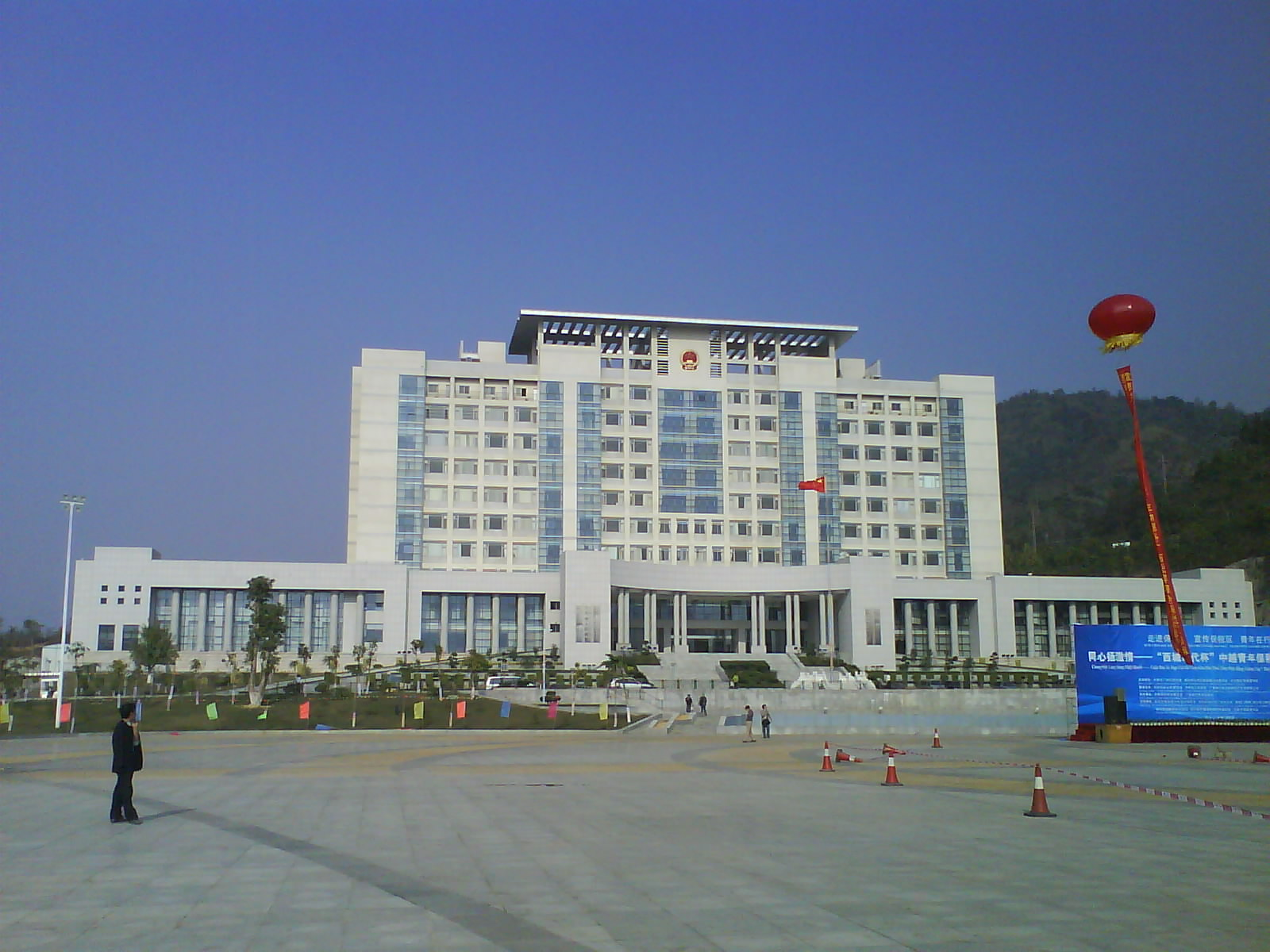
憑祥市役所

## 概要
中越国境の町であり、漢代から関所が設けられた。中国の南寧からベトナムの首都ハノイまで延びる鉄道国際列車の通過点でもある。陸路で国境を渡る旅行者の姿もあり、辺境の町ながら外国人の姿も多い。

## 行政区画
| 区分 | 数 | 名称                        |
| ---- | -- | --------------------------- |
| 鎮   | 4  | 憑祥鎮 友誼鎮 上石鎮 夏石鎮 |

## 経済
国境貿易経済を主体とする。1980年代の中越戦争時は国境貿易が中断したが、その後は急速に成長し現在では広西自治区で最大の国境貿易拠点の一つとなっている。友誼関口岸などの国境検問所がある。ベトナムからの主な輸入品はマンゴーやスイカ、ドラゴンフルーツといった果実類や木材、紅木家具など。
地元出身の若者は賃金が高い珠江デルタなど大都市へ出てしまう傾向が強く、不足する労働力を補うためベトナム人を受け入れている。

## 交通
- 中国国鉄湘桂線の終点であり、友誼関・隘口駅の先でベトナム鉄道ハノイ・ドンダン線ドンダン駅（ハノイ方面）に接続している。
- 南友高速道路、G322国道の終点であり、友誼関にてベトナムの国道1A号線に接続する。これは  アジアハイウェイ1号線の一部となっている。

## 歴史
- 1885年：友誼関は元の名を「鎮南関」と言い、中国国境「9大名関」の一つとされる。清仏戦争の鎮南関の役（1885年）の際、馮子材がこの地でフランス軍に対して防衛戦を戦い勝利を収めた。
- 1907年：孫文・黄興による鎮南関起義が発生した。
- 1979年：中越戦争で、この地より中国人民解放軍20万人がベトナムに侵攻。